# Pero coronata
Pero coronata är en fjärilsart som beskrevs av W. Warren 1904. Pero coronata ingår i släktet Pero och familjen mätare. Inga underarter finns listade i Catalogue of Life.